# Ясеновац (концлагер)
Концентрационният лагер Ясеновац (на хърватски: Logor Jasenovac; на сръбски: Logor Jasenovac или Логор Јасеновац, понякога изписван като „Yasenovatz“) е най-големият концентрационен лагер в Независимата хърватска държава (NDH) и окупирана Кралска Югославия по време на Втората световна война.
Лагерът е създаден от хърватските усташи през август 1941 г. и е затворен през април 1945 г. В Ясеновац са избити най-много сърби, които Анте Павелич смята за основния расов враг на Хърватия, заедно с евреите и циганите.
Ясеновац е комплекс от пет по-малки лагера, простиращ се на 240 квадратни километра по бреговете на река Сава. Най-големият от тях е в Ясеновац, на около 100 километра югоизточно от Загреб. Комплексът включва също и голяма площ земя в Доня Градина на отсрещния бряг на река Сава, детски концентрационен лагер в Сисак на северозапад и женски концентрационен лагер в Стара Градишка на североизток.

## Законодателство на Независимата хърватска държава
Първите законови актове издадени от Независимата хърватска държава изразяват приемане на идеологията на Нацистка Германия и фашистка Италия. „Законът за защита на народа и държавата“ от 17 април 1941 година предвижда смъртно наказание за „накърняване на честта и интереса на хърватския народ и съществуването на Независимата хърватска държава“. Скоро той е последван от „Закон за расите“ и „Закон за защита на Арийската кръв и честта на хърватския народ“ от 30 април 1941 година, както и „Заповед за учредяването и определянето на расово-политически комитет“ от 4 юни 1941 година. Тези законови актове са съблюдавани не само от традиционната съдебна система, но и чрез специални съдилища и мобилни военни трибунали с разширена юрисдикция. През юли 1941 година, когато съществуващите затвори вече не могат да поберат растящия брой лишени от свобода, Усташкото правителство започва да прочиства пътя за създаването на концентрационния лагер в Ясеновац. 

### Нацистка Германия
На 10 април 1941 година е създадена Независимата хърватска държава, подкрепяна от нацистка Германия и фашистка Италия. Тя споделя техните расови и политически доктрини. Ролята на концентрационния лагер в Ясеновац за нацисткото „окончателно решение“ представлява етническо прочистване на сърби, цигани и евреи.
Усташките концентрационни лагери са били управлявани от голям брой нацистки институции:
- Бюро по външните работи, представлявано в Хърватия от Зигфрид Каше.
- S.S., представляван от служител на Гестапо чиято личност не е установена, но е бил познат сред свидетели под името „Милер“.

Съревнованието между различните институции не спомага за по-човечното третиране на евреите, защото представлява борба кой ще надделее в упражняването на насилие над евреи и сърби.
Нацистите окуражават антисемитските и антицигански действия на Усташите и подкрепят изтребването на сърби. Скоро нацистите оповестяват своите геноцидни цели, както личи от речта на Адолф Хитлер пред Славко Кватерник по време на срещата им на 21 юли 1941 година:
| „ | Евреите са най-голямото проклятие за човечеството. Ако на евреите се позволи да правят каквото си искат, както им е разрешено в Съветския им рай, те ще осъществят и най-лудите си планове. Така Русия се превърна в центъра на световната чума...ако по някакъв повод някоя нация защити съществуването дори на едно еврейско семейство, то ще се превърне в център на властта. Ако евреите в Европа бъдат унищожени, нищо няма да спре обединението на европейските нации...този тип хора не могат да бъдат интегрирани в социалния ред или в една организирана нация. Те са паразити върху тялото на едно здраво общество и живеят на гърба на достойните хора. Никой не може да очаква да се впишат в държава, която изисква ред и дисциплина. Има само едно нещо, което може да се направи с тях: „Да бъдат унищожени“. Държавата има това право тъй като докато качествени хора умират на бойното поле, би било повече от престъпление да се пощадят тези престъпници. Те трябва да бъдат експулсирани или ако не представляват заплаха за обществото да бъдат затворени в концентрационни лагери и никога да не бъдат одвободени. | “ |

По време на Ванзейската конференция Германия предлага на хърватското правителство да транспортира евреите си на юг, но изтъква неголямата важност на това предложение, защото „осъществяването на окончателното решение на еврейския въпрос не е от голямо значение, тъй като ключовите аспекти на този проблем са вече решени от действия, които правителствата вече са взели“.
Нацистите не само са определяли начините на унищожение, но и са организирали затварянето и трансфера на арестанти в Ясеновац  Пратеникът на Каше, майор Кнее, посещава лагера на 6 февруари 1942. Каше докладва на висшестоящите:
| „ | Капитан Лубурич, командирът на лагера, даде обяснение за строителните му планове. Явно е, че е направил тези планове докато е бил в чужбина. Те са променени след визитата му в концентрационни лагери в Германия. | “ |

Оттук става ясно, че нацистите са инспектирали Ясеновац, може би заради съмнения относно отдадеността на хърватите на процеса на унищожение на евреите. Каше пише следното: „Анте Павелич помоли генерал Бадер да разбере че Ясеновац не може да приеме бежанците от Козара. Аз се съгласих, тъй като лагерът трябва да реши проблема с депортирането на евреите на изток. Министър Турина може да депортира евреите до Ясеновац“. 
Не е ясно дали Ясеновац е бил планиран за лагер на смъртта в пълния смисъл на думата, като Саймище или по-скоро като събирателен пункт за депортиране на евреите до Аушвиц. Стара Градишка е основното място от което са били транспортирани до Аушвиц, но писмото на Каше говори предимно за подлагера Циглана като такова.
Унищожението на сърби в Ясеновац е поверено на генерал Бадер, който нарежда бежанците да бъдат депортирани в Ясеновац. Макар лагерът да е бил разширен, властта съобщава, че „концентрационният и трудов лагер Ясеновац не може да поеме неограничен брой затворници“. Немските съмнения, че Усташите са по-загрижени за изтребването на сърби пред това на евреи и че католическото влияние пречи на антисемитизма им, се подновяват.
Нацистите отварят възможността за транспортиране на евреи до Аушвиц не само защото изтреблението им там е по-лесно, а и защото печалбата от труда им може да бъде запазена в немски ръце, а не да бъде оставяна на хървати или италианци.  Ясеновац се превръща в място където евреите, които не могат да бъдат транспортирани, са интернирани и убивани.  Това става ясно и от доклад изпратен от Ханс Хелм до Адолф Айхман, в който се казва, че евреите първо ще бъдат събрани в Стара Градишка, и че те ще бъдат накарани да работят в Усташките лагери. 

## Създаване и функциониране на Концентрационния лагер Ясеновац
Комплексът Ясеновац е построен между август 1941 и февруари 1942 г. Първите два лагера, Крапйе и Брочица, са затворени през Ноември 1941.
Трите нови лагера функционират до края на войната:
- Циглана (Ясеновац III)
- Козара (Ясеновац IV)
- Стара Градишка (Ясеновац V)

Лагерът е бил построен, управляван и охраняван от Трети департамент на Усташката надзорна служба (UNS), специалните полицейски сили на Хърватската независима държава. Вйекослав „Макс“ Лубурич е начело на UNS. Начело на лагера са били и Мирослав Майсторович и Динко Шакич. Управлението на лагера използва и други Усташки батальони, полицейски части, бойни единици на организацията Domobrani, спомагателни отряди на босненски мюсюлмани, и дори немски и унгарски нацисти.
Усташите интернират, измъчват и убиват мъже, жени и деца в Ясеновац. Най-големият брой жертви са сърби и евреи,. Жертви също са и цигани, хървати и босненски мюсюлмани, които са противници на режима. Убивани са партизани и техните симпатизанти, както и всички категоризирани от Усташите като „комунисти“. При пристигане в лагера, затворниците са отбелязвани с цветове, по подобие на нацистките концлагери: синьо за сърбите и червено за комунистите, докато циганите нямат цветове.  Повечето от жертвите са били избивани в пунктове за екзекуция близо до лагера: Граник, Градина и др. Тези които са оставяни живи са предимно с умения в нужни за Усташите професии като лекари, фармацевти, инженери, обущари, златари и др. 

### Затворниците в Ясеновац

#### Сърби
Сърбите представляват мнозинството от затворниците в Ясеновац.  В много случаи затворници са били моментално екзекутирани след като признават сръбския си произход. Сърбите най-вече са от региона Козара, където Усташите успяват да завладеят територии контролирани от партизаните  Те са депортирани без присъда, почти всички екзекутирани незабавно, като за по-голяма бързина в убийствата са използвани картечници. Еврейската виртуална библиотека оценява броя убитии сърби между 330 000 и 390 000, като между 45 000 и 52 000 от тях са убити в Ясеновац.
Ясеновац е най-големият концентрационен лагер на Балканите и между най-големите в Европа. Около 10% от жертвите на Втората световна война в Югославия са убити в Ясеновац.  Изследователят Боголюб Коцевич оценява убитите във Втората световна война в Югославия около 1 000 000, една трета от които (основно етнически сърби) са жертви на хърватския геноцид.  Тази теза е подкрепена от Томислав Дулич, историк:

Въпреки факта че 700 000 души са останали живи [често цитирани данни], 100 000 жертви го превръщат в един от най-големите лагери по време на Втората Световна Война.
—(Utopias of Nation. Local mass killings in Bosnia-Herzegovina 1941 – 1942)
Изготвена листа на жертвите на лагера в Ясеновац (към 2007) изчислява цифра от 70 000 до 80 000 жертви. Мемориалът Ясеновац предоставя данни за 80 914 жертви, 45 923 от които са сърби. Листът се подновява и увеличава постоянно.

#### Евреи
Евреите, основна цел на нацисткия геноцид, са вторите по брой жертви на Ясеновац. Броят убити евреи варира между 8000  и 25 000.
Повечето от екзекуциите на евреи се случват преди август 1942. След това Хърватската независима държава започва да ги депортира в Аушвиц. Евреите са изпращани в Ясеновац от всички части на Хърватия след като са били събирани в Загреб, и от Босна и Херцеговина след като са били събирани в Сараево. Някои са били транспортирани директно до Ясеновац от други малки градове и села.

#### Цигани
Циганите в Ясеновац са били залавяни в различни райони на Босна, най-вече в района на Козара. Те са били карани в Ясеновац и държани под открито небе с хранителни, питателни и здравословни условия, които са били под стандартите на лагера.  Броят убити цигани е противоречив и варира между 20 000 и 50 000. 

#### Хърватски и босненски антифашисти
Антифашистите са събирателен термин за различни политически и идеологически противници на Усташкия режим. Като цяло третирането им е подобно на всички останали затворници, макар че известни комунисти са били екзекутирани незабавно,  а осъдени Усташи или близки до тяхната идеология престъпници са били амнистирани след прослужено време в лагера. 

#### Деца
Ясеновац разполага и с лагер за деца в Сисак. Около 20 000 деца на сърби, евреи и цигани са убити в Ясеновац 

#### Други
Усташите са затваряли и членове на други етноси в Ясеновац, като румънци, украинци и словенци. 